# Reformhaus
Реформхаус (нем. Reformhaus — «дом реформ») — сеть магазинов в Германии и Австрии, специализирующихся на принципах движения Лебенсреформ: продажа вегетарианских, органических продуктов без использования консервантов.
Один из первых магазинов сети был открыт в Вуппертале в 1900 году. 
В 1927 году несколько магазинов здорового питания объединились в кооператив под названием Neuform Vereinigung Deutscher Reformhäuser eG. В 2014 году он был переименован в Reformhaus eG. На ежегодном общем собрании члены кооператива избирают из своего состава наблюдательный совет из пяти человек. Помимо роли контрольного органа, наблюдательный совет назначает правление кооператива . 
На январь 2007 года в Германии было 1662 Реформхаусов и 2980 торговых точек в Германии и Австрии. 
По состоянию на 2024 год, в Германии и Австрии насчитывается более 900 магазинов, ассоциированных с Реформхаус – как под собственным брендом, так и под другими торговыми марками (например, VITALIA). По итогам 2023 года, их общий оборот составил 736 миллионов евро.

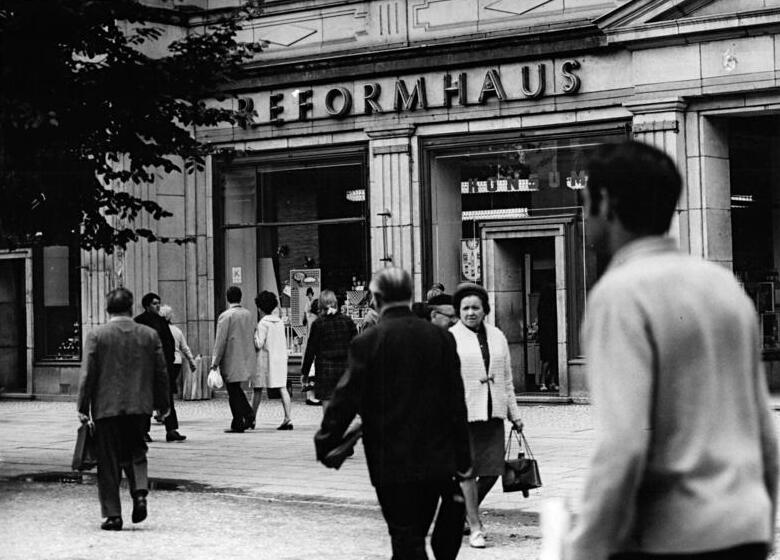
Реформхаусы также были и в ГДР: магазин на Карл-Маркс-аллее в Восточном Берлине, фото 1969.